# Brás Baltasar da Silveira
Brás Baltasar da Silveira (3 de fevereiro de 1674 — 7 de agosto de 1751) foi um fidalgo português, governador da Capitania de São Paulo e Minas de Ouro. Senhor de São Cosmado, na comarca de Lamego, comendador de Ranhados e das mais comendas do pai.

## Ascendência
Sua família tinha origem em Viseu. Seu bisavô foi D. Luís Lobo da Silveira, quinto senhor de Sarzedas e Sovereira (ou Sobreira) Formosa por morte de sua mãe, comendador da Ordem de Cristo, que serviu em Ceuta e casou com D. Joana de Lima, filha do camareiro-mor do infante D. Duarte, comendador de Vitorino, D. Diogo de Lima, neto do segundo Visconde de Vila Nova de Cerveira.
Seu avô D. Fernão da Silveira foi marechal de campo em Flandres, almirante da Armada. Felgueiras Gaio diz capitão de cavalos em Alemanha, marechal de campo, governador de Cascais, dos principais conselheiros de D. João IV, almirante da Armada Real, que morreu com grande valor na batalha das Linhas de Elvas. Casara com D. Joana de Távora Leitão, filha de Francisco de Sá e Meneses e Antonia de Andrade Leitão, neta materna de Baltasar Leitão de Azevedo, e por isso se perpetuou em seus descendentes o nome de batismo Balthazar.
Seu pai foi D. Luís Baltasar de Sá da Silveira (1647-1737), comendador de São Tomé de Correlhão, São Cosme e Damião de Garfe, Santo Estêvão de Oldroens ou Nedroins e São Tomé ou Gião de Penalva Dalva, na Ordem de Cristo; Era alcaide-mor de Viseu e foi veador da Rainha D. Mariana de Áustria. Casou com  D. Luísa Bernarda de Lima (1650-1737), filha de D. Francisco de Sousa, primeiro Marquês das Minas, e sua segunda esposa D. Eufrásia Filipa de Noronha.

## Carreira
Moço Fidalgo por alvará do rei D. Pedro II em 29 de novembro de 1690, Fidalgo Escudeiro no dia seguinte. Serviu nas armadas da costa de Portugal e depois nos exércitos da Beira e do Alentejo, a partir de 1694, de soldado a sargento-mor de batalha e Mestre-de-campo General na guerra da Sucessão Espanhola.
Nessa guerra, para a Beira foi nomeado Tristão da Cunha de Ataide, senhor e futuro conde de Povolide. Lutaram nesta guerra D. Brás da Silveira governou a Beira com o posto de mestre de campo general, D. Pedro de Melo, Antônio de Saldanha, que depois foi governador de Angola. Para o Minho, o Marquês de Fontes, depois de Abrantes e futuro embaixador em Roma, o conde de Coculim D. Francisco Naper de Lencastre e Aires de Saldanha, que governava o Rio de Janeiro.  General da província da Beira foi nomeado o marquês das Minas, e com ele foi seu filho, o conde do Prado que andava livrando-se da morte que deu a um corregedor em Lisboa...
«Na batalha de Almanza Dom Brás se houve com tanta valentia que recebeu três cutiladas na cabeça e sendo atropelado da cavalaria do inimigo, o aprisionaram, e por sua fidelidade, constância e valor foi arrastado e decomposto, sem querer pedir quartel nem nomear-se por quem era.»
Esta batalha na Espanha assegurou o trono espanhol a Filipe V. Seu exército de 34 mil homens derrotou em 25 de abril de 1707 as tropas do arquiduque Carlos, futuro Carlos VI da Germânia, 25 mil soldados, comandados pelo Marquês das Minas.
D. Brás voltou ao reino em 21 de julho de 1718. Em outubro de 1720 nomeado governador das armas da província e mestre-de-campo general da Beira. No fim da vida, governador da fortaleza de Outão.

## Descendência
O Nobiliário de familias de Portugal de Felgueiras Gaio diz que, «sendo governador de São Paulo, teve amores com certa senhora que foi obrigado a recebella com medo que o matassem, e com ela teve grande dote, a qual dizem que matara no Mar, vindo para o reino, de peçonha, cujo casamento se anulou por ser feito sem licença d'El-Rey».
Assim sendo, no Reino pode casar-se decentemente com licença do Rei e escolheu casar-se em 18 de outubro de 1729 com Joana Inês Vicência de Menezes, filha de Aleixo de Sousa da Silva, segundo conde de Santiago, terceiro filho do primeiro conde, casado em 1695 com Leonor, filha do segundo Marquês de Fronteira. Aleixo, seu sogro, mais moço que o próprio genro, pois nasceu em 1675, foi do conselho de Sua Majestade e era deputado da Junta dos Três Estados.
Tiveram três filhos:
1. Leonor da Silveira (1720-?) morta cedo.
2. Luísa Antónia (nascida em fevereiro de 1722, que casaria com D. Nuno Gaspar de Távora,
3. Maria Inácia (nascida em 1723) casada com o cunhado, D Nuno Gaspar de Távora, viúvo de sua irmã.

Enviuvando, D. Brás casou-se em 25 de fevereiro de 1732 com D. Maria Caetana de Távora, dama do Paço, nascida em 1699, filha de Tristão da Cunha de Ataíde, primeiro conde de Povolide. Tiveram nove filhos.
Bastardo, de sua esposa paulista, tivera D. Brás no Brasil um menino que trouxe para Portugal e foi D. Luís Tomé da Silveira. Felgueiras Gaio diz que «não sucedeu na casa por se anular o casamento do pai com a senhora com quem tinha casado na América porque feito sem o consentimento do rei. Foi muito extravagante e se namorou de uma freira da Esperança de Lisboa.» Em combinação com outro que lhe namorava a irmã, também freira, fugiram ambos cada um com a sua. «E fez outras asneiras pelo que foi degredado para a Índia, onde morreu.» Tinha casado com certa Francisca de Portugal, filha de Carlos Correia de Lacerda, senhor de uns Morgados do Rato, dela tendo tido filhos, entre os quais Carlos Balthazar da Silveira, mandado para a Índia de onde passou para o Brasil, que foi Brigadeiro dos Reais Exércitos, comandante do regimento da Bahia, tendo casado com uma D. Ana Micaela Joaquina da Silveira e sendo o patriarca do ramo baiano da família.
Outros filhos foram D. Antônio Inácio da Silveira, moço fidalgo por alvará de 1825 de D. João VI, fls 157, verso; que foi capitão-governador-geral de São Paulo, no Brasil, e finalmente outro com o nome de D. Brás Balthazar da Silveira, que serviu na Índia, onde casou com uma sobrinha, D. Francisca de Portugal, e estava vivo em 1802.
Foi sepultado na Igreja das Chagas de Lisboa.